# Michael Burnhamová
Michael Burnhamová je fiktivní postava xenoantropoložky v televizním seriálu Star Trek: Discovery, která působí na lodi USS Discovery a původně na USS Shenzhou. Tuto postavu ztvárňuje herečka Sonequa Martinová-Greenová, která má hlavní roli v seriálu.

## Mládí a studium
Michael se narodila na zemi v roce 2226. Jako dítě přišla o své rodiče při útoku Klingonů na vědeckou stanici Doctari Alpha. Při útoku byla Michael zabita a byla tři minuty fyzicky mrtvá, Vulkánec Sarek ji však oživil s pomocí splynutí myslí. Díky tomu zůstala část Sarekovy katry v Michaelině mysli a oba jsou schopni navzájem komunikovat na velké vzdálenosti. Michael byla Sarekem adoptována, jejím nevlastním bratrem je tedy Spock. Díky tomu vyrůstala na Vulkánu a byla vychovávána jako ostatní Vulkánci, musela tedy potlačovat emoce a striktně se řídit logikou. V roce 2245 začala studovat na Vulkánské akademii věd kvantovou fyziku, kterou úspěšně dokončila po čtyřech letech jako nejlepší student. Později obdržela medaili Vulkanská vědecká čestná legie.

## Kariéra
Po dokončení studií nastoupila v roce 2249 v roli xenoantropologa na loď Federace USS Shenzhou, kterou vedla kapitánka Philippa Georgiou. V roce 2256 dosáhla funkce prvního důstojníka.

## Herečka
Postavu získala po delším hledání herečka Sonequa Martinová-Greenová. Producenti dlouho hledali někoho, kdo ztvární v rozumném kompromisu postavu podle popisu, která má logické uvažování a potlačuje emoce. Problém byl však v tom, že jiní herci ztvárňovali tuto postavu jako příliš roboticky chladnou, nebo příliš emotivní. Až teprve Sonequě Martinové-Greenové se povedlo ztvárnit rozumný kompromis.